# FDGB Pokal
La Coppa della Germania Est (ufficialmente FDGB Pokal, acronimo di Freier Deutscher Gewerkschaftsbund Pokal, Coppa della Federazione della Libera Unione Sindacale Tedesca) era una competizione calcistica a eliminazione diretta che si disputava ogni anno, eccezione fatta per tre casi, in Germania Est dal 1949 al 1991. Come la DDR-Oberliga, la competizione scomparve l'anno dopo la riunificazione della Germania.

## Trofeo
Nella sua storia, il trofeo veniva definitivamente assegnato alla squadra che arrivava a vincere cinque volte la competizione. Per questo motivo si sono avute più versioni del premio.
- Il primo trofeo (1949-1973) fu sostituito per motivi sconosciuti;
- il secondo (1974-1978) finì definitivamente nella bacheca del Magdeburgo (vittorioso negli anni 1964, 1965, 1969, 1973 e 1978);
- la terza versione del premio (1979-1985) alla Dinamo Dresda (per le vittorie invece degli anni 1971, 1977, 1982, 1984 e 1985);
- la quarta versione che durò una sola stagione (1986-1987) al Lokomotive Lipsia (1957, 1976, 1981, 1986 e 1987).[1]
- L'ultima versione (dal 1988 in poi nella foto qui a lato) è probabilmente rimasta definitivamente all'Hansa Rostock, ultimo vincitore del trofeo.

## Albo d'oro
| Stagione | Vincitore              | Finalista                | Risultato     | Data          | Luogo           | Spettatori    |
| -------- | ---------------------- | ------------------------ | ------------- | ------------- | --------------- | ------------- |
| 1949     | Waggonbau Dessau       | Gera-Süd                 | 1-0           | 28/08/49      | Halle (Saale)   | 10.000        |
| 1949-50  | EHW Thale              | KWU Erfurt               | 4-0           | 03/09/50      | Berlino Est     | 15.000        |
| 1950-51  | Non disputata          | Non disputata            | Non disputata | Non disputata | Non disputata   | Non disputata |
| 1951-52  | Volkspolizei Dresda    | Einheit Pankow           | 3-0           | 14/09/52      | Berlino Est     | 18.000        |
| 1952-54  | Vorwärts Berlino       | Motor Zwickau            | 2-1           | 03/07/54      | Dresda          | 15.000        |
| 1954-55  | Wismut Karl-Marx-Stadt | Empor Rostock            | 3-2 dts       | 19/06/55      | Lipsia          | 18.000        |
| 1955     | Non disputata          | Non disputata            | Non disputata | Non disputata | Non disputata   | Non disputata |
| 1956     | Chemie Halle           | Vorwärts Berlino         | 2-1           | 16/12/56      | Magdeburgo      | 25.000        |
| 1957     | SC Lokomotive Lipsia   | Empor Rostock            | 2-1 dts       | 22/12/57      | Karl-Marx-Stadt | 6.000         |
| 1958     | Einheit Dresda         | SC Lokomotive Lipsia     | 2-1 dts       | 14/12/58      | Cottbus         | 15.000        |
| 1959     | BFC Dynamo             | Wismut Karl-Marx-Stadt   | 3-2           | 13/12/59      | Lipsia          | 8.000         |
| 1960     | Motor Jena             | Empor Rostock            | 3-2 dts       | 07/10/60      | Magdeburgo      | 10.000        |
| 1961     | Non disputata          | Non disputata            | Non disputata | Non disputata | Non disputata   | Non disputata |
| 1961-62  | Chemie Halle           | BFC Dynamo               | 3-1           | 10/06/62      | Karl-Marx-Stadt | 10.000        |
| 1962-63  | Motor Zwickau          | Chemie Zeitz             | 3-0           | 01/05/63      | Altenburg       | 25.000        |
| 1963-64  | Magdeburgo             | SC Lipsia                | 3-2           | 13/06/64      | Dessau          | 12.000        |
| 1964-65  | Magdeburgo             | Carl Zeiss Jena          | 2-1           | 08/05/65      | Berlino Est     | 25.000        |
| 1965-66  | Chemie Lipsia          | Lokomotive Stendal       | 1-0           | 30/04/66      | Bautzen         | 15.000        |
| 1966-67  | Motor Zwickau          | Hansa Rostock            | 3-0           | 30/04/67      | Brandeburgo     | 10.000        |
| 1967-68  | Union Berlino          | Carl Zeiss Jena          | 2-1           | 09/06/68      | Halle (Saale)   | 14.000        |
| 1968-69  | Magdeburgo             | Karl-Marx-Stadt          | 4-0           | 01/06/69      | Dresda          | 20.000        |
| 1969-70  | Vorwärts Berlino       | Lokomotive Lipsia        | 4-2           | 13/06/70      | Dresda          | 12.000        |
| 1970-71  | Dinamo Dresda          | BFC Dynamo               | 2-1 dts       | 20/06/71      | Halle (Saale)   | 10.000        |
| 1971-72  | Carl Zeiss Jena        | Dinamo Dresda            | 2-1           | 14/05/72      | Lipsia          | 20.000        |
| 1972-73  | Magdeburgo             | Lokomotive Lipsia        | 3-2           | 01/05/73      | Dessau          | 30.000        |
| 1973-74  | Carl Zeiss Jena        | Dinamo Dresda            | 3-1 dts       | 13/04/74      | Lipsia          | 32.000        |
| 1974-75  | Sachsenring Zwickau    | Dinamo Dresda            | 2-2 4-3 dcr   | 14/05/75      | Berlino Est     | 55.000        |
| 1975-76  | Lokomotive Lipsia      | Vorwärts Francoforte     | 3-0           | 01/05/76      | Berlino Est     | 50.000        |
| 1976-77  | Dinamo Dresda          | Lokomotive Lipsia        | 3-2           | 28/05/77      | Berlino Est     | 55.000        |
| 1977-78  | Magdeburgo             | Dinamo Dresda            | 1-0           | 29/04/78      | Berlino Est     | 50.000        |
| 1978-79  | Magdeburgo             | BFC Dynamo               | 1-0 dts       | 28/04/79      | Berlino Est     | 50.000        |
| 1979-80  | Carl Zeiss Jena        | Rot-Weiß Erfurt          | 3-1 dts       | 17/05/80      | Berlino Est     | 45.000        |
| 1980-81  | Lokomotive Lipsia      | Vorwärts Francoforte     | 4-1           | 06/06/81      | Berlino Est     | 40.000        |
| 1981-82  | Dinamo Dresda          | BFC Dynamo               | 1-1 6-5 dcr   | 01/05/82      | Berlino Est     | 48.000        |
| 1982-83  | Magdeburgo             | Karl-Marx-Stadt          | 4-0           | 04/06/83      | Berlino Est     | 48.000        |
| 1983-84  | Dinamo Dresda          | BFC Dynamo               | 2-1           | 20/05/84      | Berlino Est     | 48.000        |
| 1984-85  | Dinamo Dresda          | BFC Dynamo               | 3-2           | 08/06/85      | Berlino Est     | 48.000        |
| 1985-86  | Lokomotive Lipsia      | Union Berlino            | 5-1           | 31/05/86      | Berlino Est     | 50.000        |
| 1986-87  | Lokomotive Lipsia      | Hansa Rostock            | 4-1           | 13/06/87      | Berlino Est     | 47.000        |
| 1987-88  | BFC Dynamo             | Carl Zeiss Jena          | 2-0 dts       | 04/06/88      | Berlino Est     | 40.000        |
| 1988-89  | BFC Dynamo             | Karl-Marx-Stadt          | 1-0           | 01/04/89      | Berlino Est     | 35.000        |
| 1989-90  | Dinamo Dresda          | Dinamo Schwerin          | 2-1           | 04/06/90      | Berlino Est     | 5.750         |
| 1990-91  | Hansa Rostock          | Eisenhüttenstädter Stahl | 1-0           | 02/06/91      | Berlino         | 4.800         |

## Statistiche

### Titoli per squadra
| Titoli | Squadra                            | Stagioni                                                      |
| ------ | ---------------------------------- | ------------------------------------------------------------- |
| 7      | Volkspolizei Dresda/Dinamo Dresda  | 1951-52, 1970-71, 1976-77, 1981-82, 1983-84, 1984-85, 1989-90 |
| 7      | Magdeburgo                         | 1963-64, 1964-65, 1968-69, 1972-73, 1977-78, 1978-79, 1982-83 |
| 4      | Motor Jena/Carl Zeiss Jena         | 1960, 1971-72, 1973-74, 1979-80                               |
| 4      | Lokomotive Lipsia                  | 1975-76, 1980-81, 1985-86, 1986-87                            |
| 3      | BFC Dynamo                         | 1959, 1987-88, 1988-89                                        |
| 3      | Motor Zwickau/Sachsenring Zwickau  | 1962-63, 1966-67, 1974-75                                     |
| 2      | Chemie Halle                       | 1956, 1961-62                                                 |
| 2      | SC Lokomotive Lipsia/Chemie Lipsia | 1957, 1965-66                                                 |
| 2      | Vorwärts Berlino                   | 1952-54, 1969-70                                              |
| 1      | EHW Thale                          | 1949-50                                                       |
| 1      | Einheit Dresda                     | 1958                                                          |
| 1      | Hansa Rostock                      | 1990-91                                                       |
| 1      | Union Berlino                      | 1967-68                                                       |
| 1      | Waggonbau Dessau                   | 1949                                                          |
| 1      | Wismut Karl-Marx-Stadt             | 1954-55                                                       |